# Johann Andreas Wehner
Johann Andreas Wehner (* 3. Juni 1785 in Stade; † 12. November 1860 in Zürich) war ein deutscher Pädagoge, Moorkommissar und Mitglied der Ständeversammlung des Königreichs Hannover.

## Leben
Wehner wurde als Sohn des Advokaten und Hofrates David Heinrich Wehner (1745–1818) und seiner Ehefrau Amalie Dorothee Wehner geb. Spillner (1761–1826) geboren. Er begann 1805 mit dem Theologiestudium in Halle (Saale) und wechselte zum Jurastudium 1806 nach Göttingen. Er interessierte sich schon während der Schulzeit für Erziehungsfragen im Sinne der Aufklärung. Um 1820 heiratete er Annette Nörlinger (ca. 1795–1850). Sie bekamen vier Söhne, Arnold (1820–1880), Georg (1821–1896), August (1824–1907), Eduard (1826–1831) und eine Tochter Sophie (1822–1846).

## Arbeit als Pädagoge
Er nahm 1809 eine Hauslehrerstelle in Kurland bei einem Vertrauten des letzten Polenkönigs Stanislaus II. August Poniatowski an, indem er sich um einen Sohn kümmerte. Im Sommer 1814 erkundete er in Yverdon in der Schweiz das Erziehungsinstitut von Pestalozzi.
In Wülfel bei Hannover kaufte er 1819 ein Haus und betrieb darin ein Erziehungsheim. Erfolglos machte er 1819 der Regierung in Hannover das Angebot, das Bildungswesen zu erkunden und neu zu gestalten. Nur um einen Sitz in der Ständeversammlung in Hannover zu bekommen, kaufte er 1820 das winzige landtagsfähige Landgut Straußwerder am linken Ufer der Weser bei Sebbenhausen in der Grafschaft Hoya. Damit wurde er Mitglied der Zweiten Kammer der Ständeversammlung des Königreichs Hannover für die Hoyaschen Freien.
Wehner übernahm auch die Erziehung junger Menschen in Form einer Vormundschaft. So wurde er Vormund von Friedrich Wilhelm Unger bis 1835 und von dessen Bruder Bodo Unger bis 1843.
Wehner wechselte 1833 in die Erste Kammer. 1825 wurde er als Rentmeister Vorsitzender des Rentamtes in Hannover und Langenhagen. 1829 wechselte er in die Verwaltung des Torfmoors von Langenhagen und erhielt 1830 den Titel Moorcommissair. Er organisierte die Vermessung und Trockenlegung. 1833 übernahm er die Verwaltung des Landeskornmagazins. Mit einem ausführlichen Rechtsgutachten forderte er 1834, dass auch Nichtadelige in die Erste Kammer gewählt werden müssen.

## Weitere Politische Aktivitäten
Nachdem er sich 1834 am Kauf des Rittergutes in Geismar bei Göttingen beteiligt hatte, zog er 1836 mit seiner Familie nach Göttingen. Als 1837 das Staatsgrundgesetz durch Ernst August von Hannover suspendiert wurde, begann Wehner eine intensive Diplomatentätigkeit für die Opposition, insbesondere für Johann Hermann Detmold und Johann Carl Bertram Stüve. Er wurde Ende Dezember 1839 als Bürgervorsteher gewählt. Jedoch musste seine Wahl annulliert werden, weil er außerhalb des Stadtwalls von Göttingen wohnte. Um seine politische Aktivität zu behindern, sprach der Polizeidirektor von Göttingen am 30. Januar 1840 ohne Begründung eine Aufenthalts- und Reisebeschränkung für Wehner aus. Dieser wehrte sich erfolglos mit Klagen bis zum Oberappellationsgericht Celle. Sie wurde erst im Sommer 1841 wieder aufgehoben. Jedoch blieb er bis 1846 noch Deputierter der Zweiten Kammer. In dieser Zeit setzte er sich in München für den Gustav-Adolf-Verein ein, der in Bayern 1844 bis 1849 verboten wurde.

## Emigration in die Schweiz
Er fühlte sich im Königreich Hannover zunehmend politisch eingeschränkt und zog 1846 mit seiner Frau nach München. Dort wollte er eine Anstellung im Unterrichtsministerium anstreben. Allein setzte er sich über Stuttgart nach Zürich ab und erhielt dort 1847 einen geduldeten Aufenthalt. Nach dem Tode seiner Frau im März 1850 wurde er 1851 in einem Nachlassstreit mit seinem Schwiegersohn Johann Eduard Wappäus vom Obergericht Göttingen verurteilt. Sein Sohn, der akademische Musikdirektor Arnold Wehner (1820–1880) vertrat in dem Verfahren Wehners Interessen. Etwa zur gleichen Zeit behauptete sein früheres Mündel Bodo Unger, Wehner habe ein Teil seines Vermögens, das Wehner für ihn verwaltete, unterschlagen. In einem brutalen Urteil wurde er vom Schwurgericht Hannover zu fünf Jahren Zuchthaus verurteilt. Nach seiner vorzeitigen Freilassung im Februar 1853 wurde er aus dem Königreich Hannover ohne Pass und Heimatschein lebenslang verwiesen. Erfolglos stellte er eine Nichtigkeitsbeschwerde an das Oberappellationsgericht in Celle. 1856 verkaufte er sein Landgut Strausswerder an Rudolf von Bennigsen, der damit Deputierter werden wollte. Er lebte nach seiner Haftentlassung ab 1853 bis zu seinem Tod (Schlaganfall) in Zürich, zuletzt als Kostgänger.

## Werke
- Historische Beleuchtung der in der ersten Cammer der allgemeinen Stände des Königreichs Hannover vorgebrachten Hauptgründe gegen die Gültigkeit der Wahl eines nicht adeligen Deputierten der Hoyaischen Ritterschaft, Leipzig, Brockhaus. 1834.
- Akten und Rechtsgutachten über die unter der regierung Seiner Majestät des Königs Ernst August von Hannover durch dessen Ministerium des Innern gegen den Moor-Commissair Wehner zu Göttingen verfügte und seit dem 1. Februar 1840 bestehende Verstrickung, Stuttgart, Krabbe 1841.
- An hohes königliches Ober-Appellationsgericht zu Celle für die vereinten Abtheilungen des Cassations-Senats Einleitung der vom vormaligen Moor-Commissair Wehner überreichten Nichtigkeitsbeschwerde, Riesbach bei Zürich, Eigenverlag 1857.

| Personendaten    | Personendaten                                                                                 |
| ---------------- | --------------------------------------------------------------------------------------------- |
| NAME             | Wehner, Johann Andreas                                                                        |
| KURZBESCHREIBUNG | deutscher Pädagoge, Moorkommissar und Mitglied der Ständeversammlung des Königreichs Hannover |
| GEBURTSDATUM     | 3. Juni 1785                                                                                  |
| GEBURTSORT       | Stade                                                                                         |
| STERBEDATUM      | 12. November 1860                                                                             |
| STERBEORT        | Zürich                                                                                        |